# 悪性黒色腫
悪性黒色腫（あくせいこくしょくしゅ、メラノーマ、英語: malignant melanoma; MM）とは、皮膚、眼窩内組織、口腔粘膜上皮などに発生するメラノサイト由来の悪性腫瘍である。正確な発生原因は不明であるが、表皮基底層部に存在するメラノサイトの悪性化によって生じる。また、皮膚に発生する悪性黒色腫は紫外線曝露と、足底に発生するものは機械的刺激と関連性が深いと考えられている。

## 解説
メラノーマの大部分は母斑や老人性色素斑（シミ）とは無関係に、表皮基底層部に存在するメラノサイトの癌化によって生じる（したがって、通常のほくろが長期的な刺激などにより悪性化するとの説は否定されている）。なお、1970年代までは、扁平上皮基底層に存在する良性の母斑が、前癌病変である異形成母斑 (dysplastic nevus) を形成し、水平増殖期、垂直増殖期を経て転移を起こすという段階的な悪性化モデルが考えられていた。
日本人の年間推定発生患者数は1,500人から2,000人前後（人口10万人に約1.5人から2人の割合）とされており、欧米人の「10万人に約15人から20人」に比べ圧倒的に少ないが、近年は増加傾向にある。
悪性黒色腫は大きく4つの型に分類できる。
1. 末端黒子型黒色腫
2. 表在拡大型黒色腫
3. 結節型黒色腫
4. 悪性黒子型黒色腫

この中で末端黒子型が日本人患者の1⁄3以上を占めるとされる。表在拡大型は紫外線の影響が大きいと考えられている。悪性黒色腫の病型相対頻度を見ると、日本人では表在拡大型は17%であるのに対し、白色人種では58%と有意に発生率が高い。日焼けマシーンの使用者は発症リスクが、1.2倍に上昇するとの報告がある。
この悪性黒色腫は人間以外にも発生する病気で、特に芦毛馬の発生率が高い。日本の競走馬ではシービークロス、ハクタイセイなどが悪性黒色腫が原疾患で死亡している。

### 主な発生部位
- 利き足拇指、利き手拇指[8]
- 皮膚、とくに足底
- 眼窩内組織
- 口腔粘膜上皮

#### まれな発生部位
- 食道
- 直腸[9]
- 鼻腔粘膜
- 眼球

## 診断
超音波（エコー）検査、CT、MRI検査、PET検査、ダーモスコピー（画像）による診断が行われるが、専門医であっても肉眼だけでの確定診断は難しいとされ、皮膚表面での乱反射を抑制した状態で表皮内から真皮浅層までの色素分布を拡大し観察するためのダーモスコープを用いたダーモスコピーを用いる。この手法によるABCDアルゴリズムを用いた診断は感度91.6%、特異度60.4%であった。またCASHアルゴリズムも同等に優れていた。

### 視診
特徴は以下のとおりで、一文字ずつとってABCDと言われる。さらに日本では、ほとんどすべての症例が病変部の隆起 (Elevation) を伴うことから、ABCDEとも言われる。
A： Asymmetry（非対称）形が左右非対称性である。
B： Border of irregularities（輪郭）辺縁がギザギザして不整である。色のにじみ出しがある。
C： Color variegation（色）色調が均一でない。色むらがある。
D： Diameter greater than 6mm（径）長径が6mm以上である。
E： Enlargement or evolution of color change, shape, or symptoms (Elevation)大きさの拡大、色や形、症状の変化。
特に、比較的短期間（約1年から2年以内）に次のような変化が生じている場合は要注意とされている。
| 変化点 | 解説 |
| ------ | --- |
| 色     | 一般に薄い褐色が濃い黒色に変化する場合が多くあります。 また、色調に濃淡が生じて相混じったり、一部色が抜けてまだらになることもあります。                                                                             |
| 大きさ | 1年から2年以内の経過で、直径2mmから3mm程度の色素斑が5mmから6mm以上になった時は注意すべきです。 短期間に目立って大きくなるものは要注意です。                                                                         |
| 形     | 色素斑の辺縁が、ぎざぎざに不整になったり、しみ出しが出現したりすることがあります。 色素斑の一部に硬結（こうけつ）や腫瘤（しゅりゅう：かたまりのできもの）が出現した場合は要注意です。                               |
| かたさ | 一般に、ほくろは均一なかたさをしていますが、その一部または全体がかたくなってくることがあります。 |
| 爪     | 爪にできる場合はほかの皮膚と違い、爪に黒褐色の色素線条（縦のすじ）が出現し、半年から1年くらいの短期間に色調が濃くなって、すじの幅が拡大してきます。進行すると爪が割れたり、色素のしみ出しが出現することがあります。 |

### 病理学的診断
- 細胞生検

メラノサイト由来の腫瘍を診断する場合、メラノサイトが産生するメラニン顆粒の存在を証明することが必須となる。組織内のメラニン顆粒を脱色することでメラニン顆粒の存在を証明する漂白法、メラニン顆粒を染め出す染色としてフォンタナ・マッソン法などが存在する。
病変の一部を採取する皮膚生検は、転移を促すため原則禁忌。はじめから拡大切除を行うのが望ましい。しかしながら、鑑別が困難な例では組織診をしなければ診断できないこともあり、#病期にもあるように悪性黒色腫のT分類は腫瘍の厚さであるために、一旦切除して病理検査をしなければわからない。そのため、腫瘍周囲から5mmまでの範囲で全摘生検を行った後に進行度に応じて追加切除を行うことも行われている。
- 血液検査

血液検査で腫瘍マーカーの検出を行うが、進行しないと値が上昇しないため早期診断には向かない。

### 免疫組織化学的特徴
抗ビメンチン抗体に100%陽性。抗サイトケラチン抗体陰性、抗S-100蛋白抗体陽性、抗メラノソーム抗体（HMB-45など）陽性。

### 鑑別
- 脂漏性角化症などの良性皮膚疾患、母斑、基底細胞癌。

## 病期
TNM分類を基に臨床病期が決定される。Tは腫瘍の厚さによって規定され、上皮内癌をTisとし、1mm、2mm、4mmを境にT1〜T4までの4段階に分けられる。これはさらに潰瘍の有無によってaとbに亜分類される。Nは所属リンパ節への転移の数で規定され、0個でN0、1個でN1、2〜3個でN2、4個以上でN3とされる。Mは遠隔転移で規定され、転移がなければM0、あればM1となる。さらに転移部位とLDH値でa〜cに亜分類される。
これをもとに、N0M0でTisを 0期、T1およびT2aを I期、T2bおよびT3、T4を II期、N1〜3M0を III期、M1を IV期とする。
|                                                            | がんの厚さ                                                 | 潰瘍なし | 潰瘍あり |
| ---------------------------------------------------------- | ---------------------------------------------------------- | -------- | -------- |
| がんは原発巣のみ                                           | 0.8mm 未満                                                 | IA期     | IB期     |
| がんは原発巣のみ                                           | 0.8mm 以上 1mm 以下                                        | IB期     | IB期     |
| がんは原発巣のみ                                           | 1mm を超えているが 2mm 以 下                               | IB期     | IIA期    |
| がんは原発巣のみ                                           | 2mm を超えているが 4mm 以下                                | IIA期    | IIB期    |
| がんは原発巣のみ                                           | 4mm を超えている                                           | IIB期    | IIC期    |
| がんの厚さに関わらず、1個以上のリンパ節転移がある          | がんの厚さに関わらず、1個以上のリンパ節転移がある          | III期    | III期    |
| がんの厚さやリンパ節転移に関わらず、別の臓器へ転移している | がんの厚さやリンパ節転移に関わらず、別の臓器へ転移している | IV期     | IV期     |
|                                                            |                                                            |          |          |
| 上皮内がん                                                 | 上皮内がん                                                 | 0期      | 0期      |

- 「国立がん研究センター　悪性黒色腫（皮膚）」より引用し改変[15]

## 治療
悪性黒色腫細胞の産生するメラニン顆粒は元来、強すぎる太陽光、特に紫外線から生体を守るために防御反応として産生されるものである。また、化学療法も、術後補助療法や手術不能例に対しダカルバジン、ニムスチン、ビンクリスチンとインターフェロンβを併用するDAV feron療法などが用いられてはいるものの、奏功率は30%である上に完全寛解は稀で部分寛解がほとんどである。BRAF V600E変異（メラノーマの50%程度）が認められる場合は、BRAF阻害薬の低分子の経口薬のベムラフェニブなどが使用される。ベムラフェニブによる治療もがんの耐性獲得のために腫瘍抑制効果は一時的とされる（継続投与で誘導されるBRAF(V600E)の発現亢進が原因とされ、休期間を適時とることで腫瘍抑制効果を持続できる可能性がある）。
第一選択の治療は外科的切除に頼ったものになっている。手術は全摘が原則であり、その際には腫瘍周囲3cm（早期であれば1cmのこともある）の範囲を摘出する。診断のために全摘生検を行っていた場合は、転移を防ぐために生検から2週間以内に根治手術を行うのが望ましい。
また、2014年治療薬として、抗PD-1抗体ニボルマブが世界に先駆け日本で承認され発売された。
2018年5月25日、「根治切除不能な悪性黒色腫」に対するニボルマブとイピリムマブの併用療法が認可された。日本国内では初の免疫複合療法の承認となった。

## 予後
0期(ステージ0)やI期(ステージ1)であれば5年生存率は90%以上であり、II期(ステージ2)でも70 - 80%であるが、III期(ステージ3)では50%弱、IV期(ステージ4)では10%未満と予後は悪くなる。また、陰部など特殊な部位に発生した悪性黒色腫は他の部位のものと比べ予後は悪い。